# Franz Xaver Dirnberger
Franz Xaver Dirnberger (* 3. Juni 1809 in Bamberg; † 25. Februar 1875 in Eichstätt) war ein deutscher katholischer Theologe.

## Leben
Er studierte am Lyzeum Bamberg, Wien und München. Nach der Priesterweihe 1832 und der Promotion zum Dr. theol. 1833 (München) wurde er 1834 Professor für Moraltheologie am Lyzeum Regensburg und 1842 Professor für Pastoraltheologie in München. Vom April 1844 bis zum April 1845 lehrte er in München zusätzlich Moraltheologie. Von 1844 bis 1855 war er Direktor des Georgianums. 1855 wurde er Domdechant in Eichstätt. 1872 trat er in den Ruhestand.

## Schriften (Auswahl)
- Jubiläums-Predigt, gehalten den 12. September 1840. In: Acht Predigten bei der Jubelfeier des eilfhundertjährigen Bestandes der Diözese Regensburg. Gehalten den 6. – 13. September 1840 in der Domkirche zu Regensburg. Regensburg 1840, S. 111–129